# Rio Dumbrava (Crişul Negru)
O Rio Dumbrava é um rio da Romênia, afluente do Rio Cusuiuş, localizado no distrito de Bihor.